# جان بی. بل
جان بی. بل (انگلیسی: John B. Bell؛ زادهٔ ۱۹۵۴) یک دانشمند در زمینه ریاضیات و علم محاسبه اهل ایالات متحده آمریکا است.